# أتاري 5200
أتاري 5200 سوبر سيستم هو مشغل ألعاب فيديو منزلي تم طرحه في عام 1982 بواسطة شركة أتاري كمكمل متطور لنظام أتاري فيديو كمبيوتر سبستم الشهير. أعيد تسمية VCS إلى أتاري 2600 في وقت إطلاق 5200. تم إنشاؤه للتنافس مع إنتيليفيجن، وأصبح منافس مباشر لـ كوليكو فيجن بعد وقت قصير من إطلاقه. تضمن طراز 5200 لعبة Super Breakout التي ظهرت بالفعل على عائلة أتاري 8-بت و Atari VCS في أعوام 1979 و 1981 على التوالي.
تتطابق وحدة المعالجة المركزية وأجهزة الرسومات والصوت تقريبًا مع أجهزة الكمبيوتر أتاري 8 بت، رغم أن البرنامج غير متوافق بشكل مباشر بين النظامين. تحتوي وحدات التحكم في 5200 على عصا تحكم تمثيلية ولوحة مفاتيح رقمية بالإضافة إلى أزرار البدء والإيقاف المؤقت وإعادة الضبط. تم عصا التحكم غير مركزية بزاوية 360 درجة توفر تحكمًا أكبر من عصا التحكم Atari CX40 ذات الثماني اتجاهات في 2600، ولكنها كانت نقطة محورية في انتقاد الجهاز.
في 21 مايو 1984، خلال مؤتمر صحفي تم فيه تقديم أتاري 7800، أعلن المسؤولون التنفيذيون في الشركة أنه تم إيقاف 5200 بعد عامين فقط من طرحه في السوق. وبحسب ما ورد تجاوز إجمالي مبيعات 5200 مليون وحدة،  أقل بكثير من مبيعات سابقه التي تجاوزت 30 مليونًا.

## وصلات خارجية
- AtariAge – Comprehensive Atari 5200 database and information
- Atari Museum